# Гоибниу
Гоибниу (ирл. Goibniu, транскрипция: Гобьниу (Гобьню), от слова «кузнец»; также ирл. Gaibhne, транскрипция: Гавьне) — один из богов племени Туата Де Дананн в ирландской мифологии, брат Нуаду, бог-кузнец.
Литература и законы ирландских кельтов свидетельствуют, что кузнец в их обществе был значительной фигурой, и ему приписывались магические способности. Эту веру переняла и христианская церковь, пришедшая в страну, которая ставила кузнецов в один ряд с друидами и женщинами-колдуньями.

## Аспекты Гоибниу

### Гоибниу — кузнец
Как кузнец Гоибниу фигурирует во второй битве при Маг Туиред, где он всего тремя ударами молота изготовлял магические мечи или копья для Луга и других воинов. Копья Гоибниу не пролетали мимо цели, а оставленные ими раны не заживали вовек. Помогали Гоибниу медник Кредне (или Кредине), делавший заклёпки для копий, кромки щитов, клинки для мечей и рукояти, а также плотник Лухта (Лухтане), изготавливающий щиты и древки для копий. В средневековой Ирландии существовали юридические трактаты «Суждения Гоибниу» (Bretha Goibnenn, о кузнечном деле), «Суждения Кредине» (Bretha Crédine, о ремесле медника) и «Суждения Лухтане» (Bretha Luchtaine, о ремесле плотника), регулировавшие права и обязанности ремесленников.

### Гоибниу-зодчий
Как зодчий Гоибниу известен в Ирландии под именем Гобан Саэр («Плотник»). Именно ему в первую очередь приписывается возведение в Ирландии круглых башен, а христианские клирики ещё более увеличили его и без того широкую популярность, отождествив его с народным святым Гоббаном-Строителем и провозгласив его зодчим бесчисленных церквей.

### Гоибниу и целительство
Гоибниу также связывался с лечением. Так во время битвы при Маг Туиред фоморы послали Руадана в лагерь Племён богини Дану с целью убить кузнеца, выковывающего мощное оружие для воинов Ирландии. Руадан заказал у кузнеца копьё, когда же кузнец и его помощники несколькими ударами молота изготовили оружие, Руадан метнул копьё в Гоибниу. Кузнец выдернул его и метнул обратно в Руадана, пронзив врага насквозь, отчего тот скончался, добравшись из последних сил до лагеря своего отца. Сам же кузнец прыгнул в Источник Здоровья и исцелил свои раны. В древнеирландском заговоре, записанном в Санктгалленской рукописи (IX в.) Гоибниу призывают вытащить колючку («острие Гоибниу») из ноги.

### Пир Гоибниу
Особую роль этот бог играл как хозяин особого пира. Участники этого празднества становятся неподвластны болезням, старости и соответственно смерти от возраста, отведав чудесного эля. Подобная омолаживающая роль отводится яствам и некоторых других богов.